# Quercus pontica
Quercus pontica es una especie arbórea de la familia de las fagáceas. Está clasificada en la Sección Ponticae, el roble húngaro y sus parientes de Europa y Asia. Tiene los estilos largos; las bellotas maduran en unos 6 meses y tiene el sabor amargo, el interior de bellota tiene pelo.

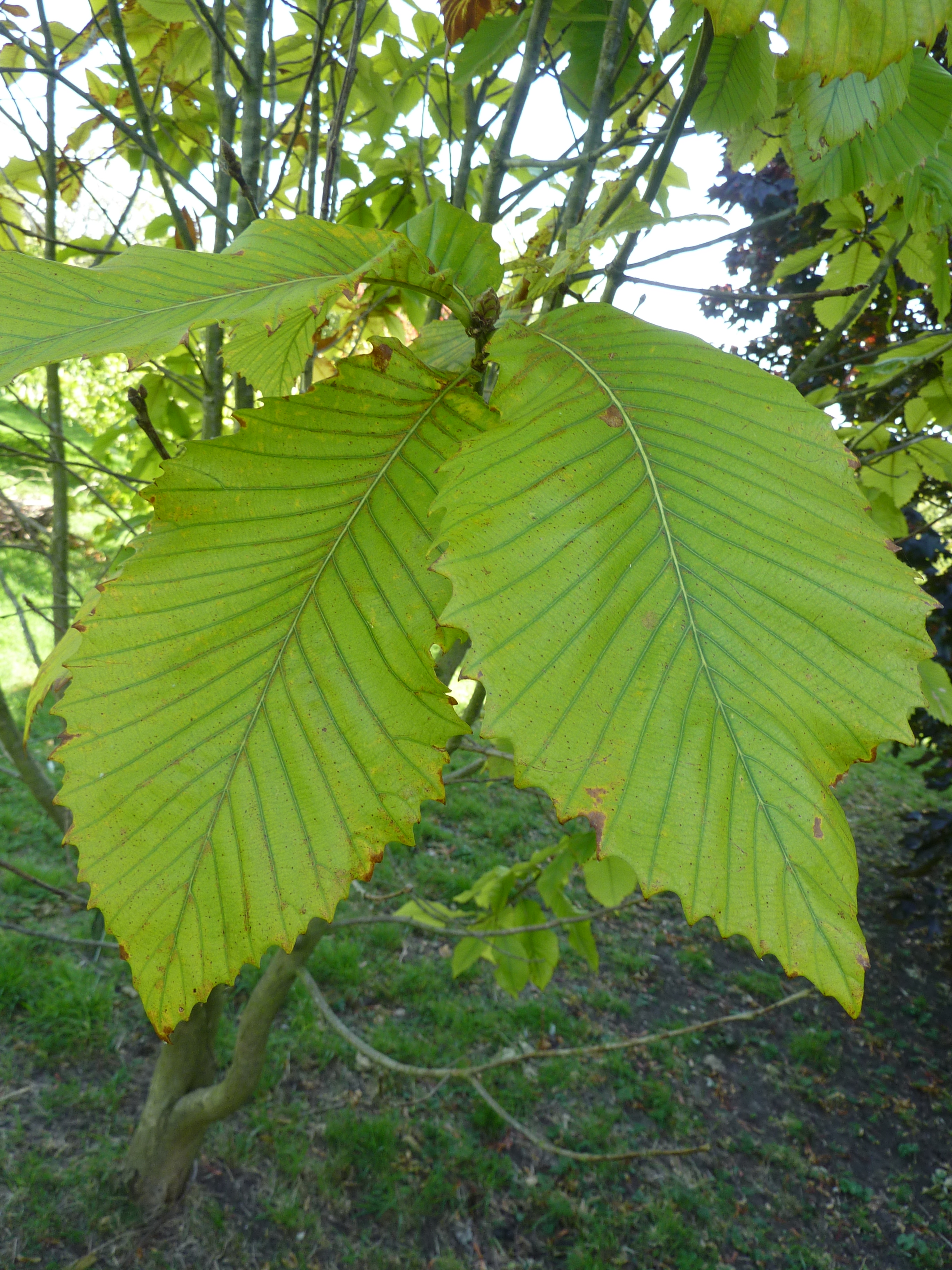
Hojas

## Distribución
Es una especie de roble nativo de las montañas del Cáucaso de la Georgia occidental y el noreste de Turquía y Armenia, donde crece en altitudes de los 1300 a los 2100 m.

## Descripción
Se trata de un pequeño árbol caducifolio o gran arbusto que crece a 6-10 m de altura, con un tronco de hasta 40 cm de diámetro y brotes dispersos, robustos. Su corteza es gris a púrpura-marrón, suave en los árboles jóvenes, pero cada vez más áspera cuando envejece. Sus hojas miden 10-20 cm de largo (raramente 35 cm) y 4-15 cm de ancho, ovadas, con un margen serrado con numerosos dientes pequeños y acentuados. Las hojas están cubiertas de pelos cuando son jóvenes, pero se vuelven más suaves a medida que envejecen. Se vuelven de color verde brillante y se pone de color amarillo marrón en el otoño. Las flores son amentos , los amentos masculinos de 5-20 cm de largo. El fruto es una gran bellota de 2,5-4 cm de largo, producidas en racimos de 2-5 juntos.

## Cultivo
A veces se cultiva como árbol ornamental en el norte de Europa.

## Taxonomía
Quercus pontica fue descrita por Karl Heinrich Emil Koch y publicado en Linnaea 22: 319. 1849.
Etimología
Quercus: nombre genérico del latín que designaba igualmente al roble y a la encina.
pontica: epíteto geográfico que alude a su localización en el Ponto. 